# Stefan Bohman

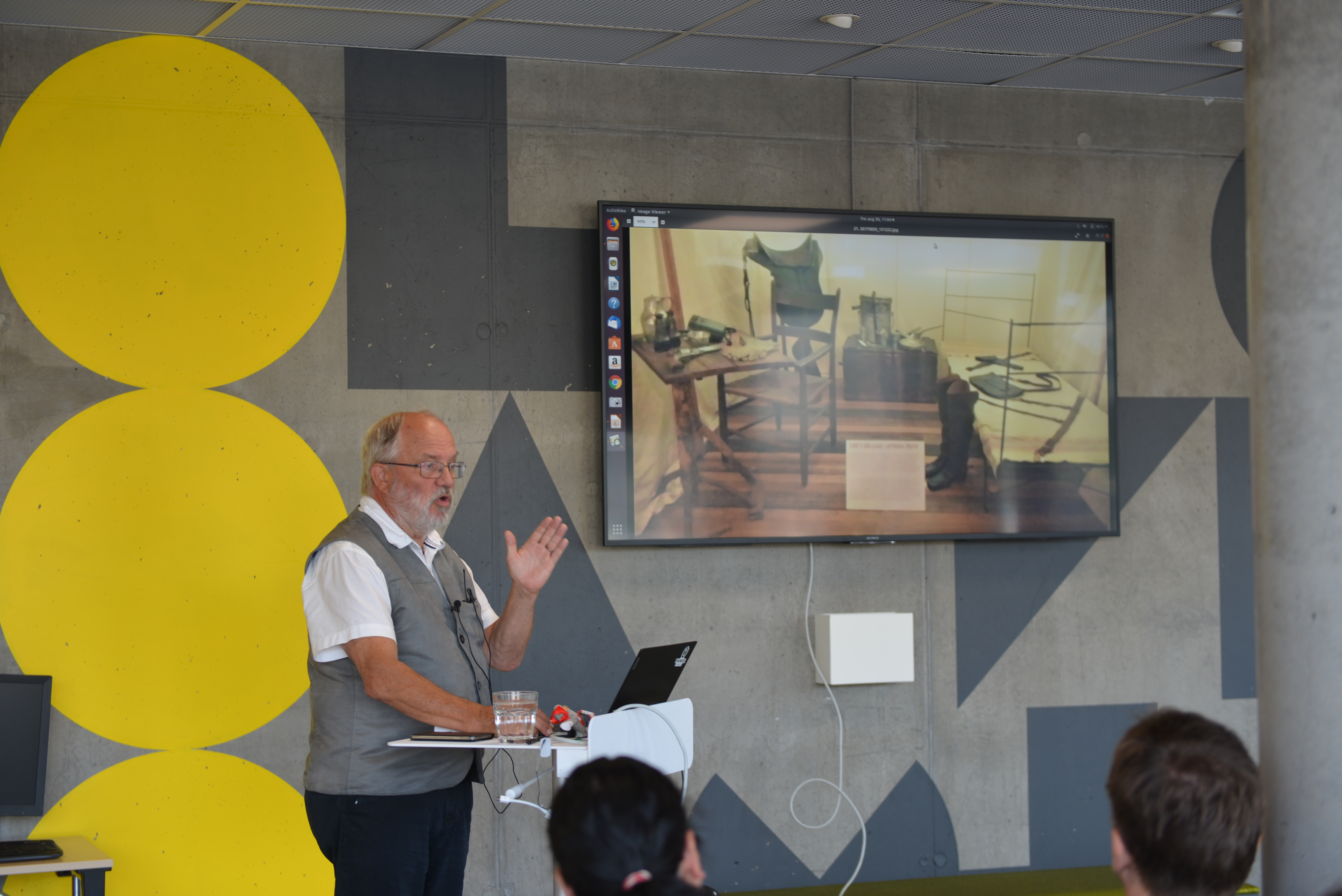
Stefan Bohman under en presentation om problematisk data på GLAM-institutioner 2019.

Stefan Gösta Bohman Falk, född Bohman 1950, är en svensk etnolog och museiman. 
Bohman blev 1985 filosofie doktor i etnologi vid Stockholms universitet med avhandlingen Arbetarrörelsens musik. 2001 blev han docent i museologi vid Umeå universitet.
1994-2000 verkade Bohman som avdelningschef vid Nordiska museet i Stockholm. 2000-2008 var han chef för Musikmuseet) och 2008-2014 chef för Strindbergsmuseet, båda i Stockholm.
Bohman har skrivit ett flertal böcker om kulturlivet i Sverige. Bland hans böcker märks Historia, museer och nationalism (Carlssons bokförlag 1997) och Museer och kulturarv (Carlssons bokförlag: Rådet för museivetenskapligforskning 1997). Båda böckerna är antologier.